# Bill Henderson (pianist)
William Sydney Henderson III (1945) is een Amerikaanse jazz-, funk- en fusionpianist.

## Biografie
Henderson speelde midden jaren 1960 in de souljazzband The Afro Blues Quintet Plus One rond de vibrafonist Joe DeAguero en in Los Angeles met Hugh Masekela. Tijdens de vroege jaren 1970 werkte hij mee bij opnamen van Roy Ayers, Henry Franklin, Harold Land (A New Shade of Blue), Bobby Hutcherson, Donald Byrd, Moacir Santos, en het John Carter/Bobby Bradford Quartet met (Secrets, 1973). In de volgende decennia werkte Henderson hoofdzakelijk met Pharoah Sanders en was hij te horen op albums als Shukuru (1981), Oh Lord, Let Me Do No Wrong (1987), Message from Home (1995) en Save Our Children (1998), verder met Eddie Harris, Billy Higgins, George Bohanon en Thomas Tedesco. In 1987 speelde hij met Pharoah Sanders het gezamenlijke album A Prayer Before Dawn (Theresa) in. Zijn album Solo Piano verscheen in 2000. In 2003 toerde hij met Sanders in Japan en in 2007 traden beiden als duo op tijdens het Melbourne International Jazz Festival. Op het gebied van de jazz was hij tussen 1965 en 2003 betrokken bij meer dan 40 opnamesessies.